# The Chills
The Chills sono una band originaria di Dunedin, Nuova Zelanda. Sono considerati tra i maggiori esponenti del Dunedin sound assieme a band quali The Bats, The Clean e Straightjacket Fits.

## Storia
Dopo aver disciolto alla fine del 1980 la loro prima formazione, i The Same, Martin Phillips, chitarrista e cantante, sua sorella Rachel, organista, la bassista Jane Dodd, formarono con il chitarrista e cantante Peter Gutteridge, che da poco aveva lasciato i The Clean, e il batterista Alan Haig, un nuovo gruppo che esordì nel 1982 su uno split album con altri tre gruppi, Dunedin Double, pubblicato a giugno dalla Flying Nun Records; seguirono alcuni singoli ed ep. Rachel Phillips e Jane Dodd vennero poi sostituite da Frazer Batts e Terry Moore. Il primo singolo, Rolling Moon, venne pubblicato a dicembre 1982 con Rachel Phillips di nuovo presente e con Martyn Bull come batterista.
Dopo la morte di Bull per leucemia nel luglio 1983, venne deciso di cambiare il nome del gruppo in A Wrinkle in Time per Phillipps inizialmente non era disposto a continuare a esibirsi con un nome associato al suo defunto amico; la band si esibì per un breve periodo col nome nuovo per poi riprendere la vecchia denominazione. Il gruppo divenne comunque un progetto interamente guidato da Martin Phillipps, come cantante e autore unico mentre il resto della formazione cambiò frequentemente con Phillipps come unico membro costante e, dal 1984, si sono alternati musicisti come Terry Moore, Alan Haig, Peter Allison, David Kilgour, Steven Schayer, Martin Kean, Justin Harwood, Caroline Easther, Jimmy James Stephenson, Jillian Dempster.
Nel 1984 pubblicato il singolo Pink Frost - Purple Girl, seguito lo stesso anno da Doledrums - Hidden Bay; entrambi entrarono in classifica nella Top 20; nelle stesse sessioni vennero registrati anche i brani pubblicati solo nel 1985 sull'ep The Lost EP; nella formazione ritornò Terry Moore al basso con il quale venne registrato il singolo I Love My Leather Jacket. Con il trasferimento di Phillips a Londra, si ebbe un nuovo cambio di formazione con Justin Harwood al basso, Caroline Easther alla batteria e Andrew Todd all'organo.
Il primo album del gruppo fu una compilation, Kaleidoscope World, pubblicato nel 1986 e che raccoglieva brani già pubblicati come singoli o come ep. Il primo vero album venne registrato l'anno successivo e venne pubblicato dalla Flying Nun, Brave Words, ma comprendeva anche brani scritti anni prima. Il secondo LP, Submarine Bells, venne registrato con Jimmy Stephenson alla batteria e venne pubblicato nel 1990 dalla Slash Records e fu il primo album a essere distribuito in tutto il mondo. Il gruppo si trasferì negli USA per registrare il nuovo album, Soft Bomb, pubblicato dalla Slash nel 1992. Nel 1996 seguì poi Sunburnt, pubblicato dalla Flying Nun a nome Martin Phillipps & The Chills.
Il gruppo si sciolse di nuovo, con Phillipps che collaborò con la band di David Kilgour, gli Heavy Eights. LA band venne poi ricostituita nel 1997 con nuovi membri per alcuni concerti. A causa si problemi di salute, aggravati dalla tossicodipendenza, l'attività musicale di Phillipps si interruppe per molti anni. Venne pubblicato solo un album di demo domestiche a nome suo nel 1999, Sketch Book: Volume One.
Nel 2004 venne pubblicato nuovo materiale sul mini-LP Stand By. Nel maggio 2010 la band ha suonato due spettacoli in Australia, i loro primi spettacoli fuori dalla Nuova Zelanda dal 1996.
Nel 2013 il gruppo firmò un contratto con la Fire Records e venne prima pubblicato un singolo, "Molten Gold", e, nel 2015, un nuovo album, Silver Bullets, seguito a fine 2018 da un altro, Snow Bound. A febbraio 2019 venne effettuato un tour negli USA, il primo dal 1996.

## Discografia
Album
- 1987 - Brave Words
- 1990 - Submarine Bells
- 1992 - Soft Bomb
- 1996 - Sunburnt (come Martin Phillipps & The Chills)
- 2015 - Silver Bullets
- 2018 - Snow Bound
- 2021 - Scatterbrain

EP
- 1982 - Dunedin Double (split EP con The Stones, The Verlaines e Sneaky Feelings)
- 1985 - The Lost EP
- 1994 - Ice Picks (bonus CD allegato a Heavenly Pop Hits)
- 1996 - Come Home (3:07) / How Much This Place Has Changed (2:24) / Lies, Lies, Lies (2:13) / The Streets Of Forgotten Cool (3:53) (come Martin Phillipps & The Chills, Flying Nun Records, CD)
- 2004 - Stand By

Singoli
- 1982 - Rolling Moon / Bite / Flamethrower (Flying Nun Records, 7")
- 1984 - Pink Frost / Purple Girl (Flying Nun Records, 7")
- 1984 - Doledrums / Hidden Bay (Flying Nun Records, 7")
- 1986 -  I Love My Leather Jacket / The Great Escape (Flying Nun Records, 7" e 12")
- 1987 - I'll Only See You Again (3:37) / Green Eyed Owl (5:26) (Flying Nun Records, 7")
- 1987 - House With A Hundred Rooms (3:19) / Party In My Heart (3:14) / Living In A Jungle (1:21) (Flying Nun UK, 12")
- 1988 - Wet Blanket / I Think I Thought I'd Nothing Else To Think About (Flying Nun Records, 7")
- 1990 - Part Past Part Fiction (2:55) / Water Wolves (Flying Nun Records, 7")
- 1990 - Heavenly Pop Hit / Whole Lot Of Non / Wave Watching (Slash Records, 7")
- 1992 - The Male Monster From The Id / I Wish I Could Do Without You / Big Dark Day (Slash Records, CD)
- 1992 - Double Summer / Halo Fading (demo) / Sanctuary (demo) (Slash Records e Flying Nun Records, CD)
- 1996 - Surrounded / Yabba Dabba Doo (Flying Nun Records, 7")
- 2014 - Molten Gold / Pink Frost 13 (Fire Records, CD)
- 2016 - Pyramid / When The Poor Can Reach The Moon / Night Of Chill Blue / Walk On The Beach (Fire Records, CD)
- 2017 - Conversation Piece (Fire Records, CD)
- 2017 - Rocket Science / Lost in Space (Fire Records, 7")

Raccolte
- 1986 - Kaleidoscope World
- 1994 - Heavenly Pop Hits
- 2000 - Secret Box

Album dal vivo
- 2013 - Somewhere Beautiful

## Formazione

### Formazione attuale
- James Dickson: basso
- Todd Knudson: batteria
- Erica Scally: chitarra, violino
- Oli Wilson: pianoforte, organo
- Greg Haver: percussioni

### Ex componenti
- Martin Phillipps: voce, chitarra elettrica (Deceduto)[17]
- Peter Gutteridge - voce, chitarra elettrica
- Alan Haig - batteria
- Jane Dodd - basso
- Rachel Phillipps - chitarra elettrica, tastiere
- Fraser Batts - tastiere, chitarra elettrica
- Terry Moore - basso
- Martyn Bull - batteria
- Peter Allison - tastiere
- David Kilgour - chitarra elettrica
- Steven Schayer - chitarra elettrica
- Martin Kean - basso
- Justin Harwood - basso
- Caroline Easther - batteria